# 桑原隆
桑原 隆（くわはら たかし、1948年5月5日 - ）は、日本の元サッカー選手、サッカー指導者、サッカー解説者。静岡県藤枝市出身。フットメディアに所属。

## 略歴
現役時代は古河電気工業サッカー部（ジェフユナイテッド市原・千葉の前身）で16年間にわたりプレーし、現役晩年にはコーチも兼任。PJMフューチャーズ/鳥栖フューチャーズでも選手兼任コーチを務め、1989年12月9日の天皇杯一回戦（対TDK戦）では、熊谷義一に代わり41歳という年齢で交代出場を果たしている。1996年に強化育成アドバイザーとしてジュビロ磐田入りした。
1997年にトップチームコーチに就任し、監督のルイス・フェリペ・スコラーリの下で指導を行う。しかしフェリペは第1ステージの途中で突然退団した。その後任に桑原が選ばれるが、当時桑原はトップチームの監督に就任するのに必要なS級ライセンスを持っていなかったため、監督代行として指揮を執ることになった。
しかし、この年は第2ステージに優勝し、さらにサントリーチャンピオンシップも勝ち、ジュビロを初の年間王者に導いた。監督代行としてJリーグの年間王者になったのは桑原だけである。
1998年は強化部長としてフロント入りし、S級ライセンスを取得した。S級ライセンス取得を受けて1999年に正式にトップチームの監督に就任し、第1ステージを制覇。名波浩のSSCヴェネツィア移籍後の第2ステージは低迷するが、セカンドステージ途中に清水エスパルスから安藤正裕と京都サンガから三浦文丈を獲得しチームの調子を取り戻した。チャンピオンシップで清水を破りこの年も年間王者になる。桑原は1年限りで辞任するが、中山雅史を始めタレントが揃ったジュビロはその後数年間黄金時代を迎える。監督辞任については、一説に「名波と心中」とさえ発言するほど名波の重要性を説きながら、フロントが名波の穴埋めとなる補強としてクロアチア代表アリョーシャ・アサノビッチなどの獲得に動いていたものの、桑原が現有戦力で戦うとして拒否。結果として第2ステージの低迷を招いた責任をとったともいわれている。
その後、2004年に柳下正明の辞任を受けて再度監督に就任するが、前回監督時の主力はチームを去ったり高齢化していて戦力は低下していた。それでも第1ステージは優勝争いを演じて2位になったが、第2ステージに入ると敗戦が続き、最下位争いに巻き込まれ、9月13日に解任された。
磐田退団後は浜松大学サッカー部の監督を務めていたが、2008年、早野宏史の後任として横浜F・マリノスの監督に就任、4年ぶりにプロチームを率いることになった。2年契約を結んでの指揮だった。序盤こそ3位になるなど好調だったが、不調なブラジル人選手を頑なに使い続けるコンディションより実績重視で臨んだことが凶に出て、第16節終了時点で降格圏内の16位に低迷し、7月14日に解任された。

## 所属クラブ
- 1961年 - 1963年 藤枝市立西益津中学校
- 1964年 - 1966年 藤枝東高校
- 1967年 - 1982年 古河電工
- 1987年 - 1989年 PJMフューチャーズ

## 個人成績
| 国内大会個人成績 | 国内大会個人成績 | 国内大会個人成績 | 国内大会個人成績 | 国内大会個人成績                       | 国内大会個人成績           | 国内大会個人成績 | 国内大会個人成績 | 国内大会個人成績 | 国内大会個人成績 | 国内大会個人成績 | 国内大会個人成績 |
| 年度             | クラブ           | 背番号           | リーグ           | リーグ戦                               | リーグ戦                   | リーグ杯         | リーグ杯         | オープン杯       | オープン杯       | 期間通算         | 期間通算         |
| 年度             | クラブ           | 背番号           | リーグ           | 出場                                   | 得点                       | 出場             | 得点             | 出場             | 得点             | 出場             | 得点             |
| 日本             | 日本             | 日本             | 日本             | リーグ戦                               | リーグ戦                   | JSL杯            | JSL杯            | 天皇杯           | 天皇杯           | 期間通算         | 期間通算         |
| ---------------- | ---------------- | ---------------- | ---------------- | -------------------------------------- | -------------------------- | ---------------- | ---------------- | ---------------- | ---------------- | ---------------- | ---------------- |
| 1967             | 古河             |                  | JSL              |                                        | 1                          | -                | -                |                  |                  |                  |                  |
| 1968             | 古河             |                  | JSL              |                                        | 3                          | -                | -                |                  |                  |                  |                  |
| 1969             | 古河             |                  | JSL              |                                        | 2                          | -                | -                |                  |                  |                  |                  |
| 1970             | 古河             |                  | JSL              |                                        | 5                          | -                | -                |                  | 0                |                  |                  |
| 1971             | 古河             | 10               | JSL              |                                        | 2                          | -                | -                |                  | 0                |                  |                  |
| 1972             | 古河             | 10               | JSL1部           |                                        | 4                          | -                | -                |                  |                  |                  |                  |
| 1973             | 古河             | 10               | JSL1部           |                                        | 3                          |                  |                  |                  | 0                |                  |                  |
| 1974             | 古河             | 10               | JSL1部           |                                        | 5                          | -                | -                |                  |                  |                  |                  |
| 1975             | 古河             | 10               | JSL1部           |                                        | 1                          | -                | -                |                  | 1                |                  |                  |
| 1976             | 古河             | 10               | JSL1部           | 18                                     | 2                          |                  |                  |                  |                  |                  |                  |
| 1977             | 古河             | 10               | JSL1部           |                                        | 0                          |                  | 1                |                  | 1                |                  |                  |
| 1978             | 古河             | 10               | JSL1部           | 18                                     | 2                          |                  | 2                |                  | 0                |                  |                  |
| 1979             | 古河             | 10               | JSL1部           | 17                                     | 0                          |                  |                  |                  | 0                |                  |                  |
| 1980             | 古河             | 10               | JSL1部           | 18                                     | 0                          | 0                | 0                | 0                | 0                | 18               | 0                |
| 1981             | 古河             | 10               | JSL1部           | 4                                      | 0                          | 0                | 0                | 0                | 0                | 4                | 0                |
| 1982             | 古河             | 10               | JSL1部           | 6                                      | 0                          | 0                | 0                | 0                | 0                | 6                | 0                |
| 1987             | PJM              |                  | 静岡西3部        |                                        |                            | -                | -                | 0                | 0                |                  |                  |
| 1988             | PJM              |                  | 静岡西2部        |                                        |                            | -                | -                | 0                | 0                |                  |                  |
| 1989             | PJM              |                  | 静岡西1部        |                                        |                            | -                | -                | 1                | 0                |                  |                  |
| 通算             | 日本             | 日本             | JSL1部           | 215                                    | 30\|\|\|\|\|\|\|\|\|\|\|\| |                  |                  |                  |                  |                  |                  |
| 通算             | 日本             | 日本             | 静岡西1部        | \|\|\|\|colspan=2\|-\|\|1\|\|0\|\|\|\| |                            |                  |                  |                  |                  |                  |                  |
| 通算             | 日本             | 日本             | 静岡西2部        | \|\|\|\|colspan=2\|-\|\|0\|\|0\|\|\|\| |                            |                  |                  |                  |                  |                  |                  |
| 通算             | 日本             | 日本             | 静岡西3部        | \|\|\|\|colspan=2\|-\|\|0\|\|0\|\|\|\| |                            |                  |                  |                  |                  |                  |                  |
| 総通算           | 総通算           | 総通算           | 総通算           | \|\|\|\|\|\|\|\|\|\|\|\|\|\|           |                            |                  |                  |                  |                  |                  |                  |

## 指導経歴
- 1979年 - 1983年 古河電工：コーチ
- 1987年 - 1989年 PJMフューチャーズ：コーチ
- 1990年 イングランド留学
- 1993年 - 1994年途中 PJMフューチャーズ：監督
- 1994年途中 - 1995年 PJMフューチャーズ/鳥栖フューチャーズ：総監督
- 1996年 ジュビロ磐田：強化育成アドバイザー
- 1997年2月 - 6月 ジュビロ磐田：コーチ
- 1997年6月 - 12月 ジュビロ磐田：監督代行
- 1998年 ジュビロ磐田：強化育成部長
- 1999年 ジュビロ磐田：監督
- 2000年 - 2002年 ジュビロ磐田：スーパーバイザー
- 2003年 ジュビロ磐田：強化部育成センター長
- 2004年 - 2004年9月 ジュビロ磐田：監督
- 2005年 - 2007年 浜松大学：監督
- 2008年 - 2008年7月 横浜F・マリノス：監督

## 監督成績
| 年度 | 所属     | クラブ | リーグ戦 | リーグ戦 | リーグ戦 | リーグ戦 | リーグ戦 | リーグ戦 | カップ戦   | カップ戦 |
| 年度 | 所属     | クラブ | 順位     | 試合     | 勝点     | 勝利     | 引分     | 敗戦     | ナビスコ杯 | 天皇杯   |
| ---- | -------- | ------ | -------- | -------- | -------- | -------- | -------- | -------- | ---------- | -------- |
| 1993 | 旧JFL2部 | PJM    | 準優勝   | 18       | -        | 15       | -        | 3        | -          | 予選敗退 |
| 1994 | 旧JFL    | PJM    | -        |          |          |          |          |          | -          | -        |
| 1997 | J        | 磐田   | 優勝     | 21       |          | 17       | -        | 4        | 準優勝     | 準決勝   |
| 1999 | J1       | 磐田   | 優勝     | 30       | 49       | 17       | 1        | 12       | 準々決勝   | 準々決勝 |
| 2004 | J1       | 磐田   | -        | 19       | 35       | 11       | 2        | 6        | 予選リーグ | -        |
| 2008 | J1       | 横浜   | -        | 16       | 18       | 5        | 3        | 8        | 準々決勝   | -        |

- 1997年はヘッドコーチとして。